# Cheïkh Benzerga
Redouane Cheïkh Benzerga (ur. 18 listopada 1972 w Oranie) – algierski piłkarz grający na pozycji pomocnika.

## Kariera klubowa
Swoją karierę piłkarską Benzerga rozpoczął w klubie ASM Oran. W 1991 roku zadebiutował w jego barwach w pierwszej lidze algierskiej. W 1995 roku odszedł do WA Tlemcen, a w 1997 roku został zawodnikiem MC Oran. W 1997 i 1998 roku zdobył z nim Arabski Puchar Zdobywców Pucharów, a w 1999 roku - Arabski Superpuchar. W latach 1999–2001 występował w MC Algier, a w latach 2001-2005 - ponownie w MC Oran. W latach 2005–2006 był zawodnikiem ASM Oran. W 2008 roku ponownie grał w MC Oran, a w latach 2008–2009 - w CRB Ain El Turk, w którym zakończył swoją karierę.

## Kariera reprezentacyjna
W reprezentacji Algierii Benzerga zadebiutował w 1995 roku. W 1998 roku został powołany do kadry na Puchar Narodów Afryki 1998. Wystąpił na nim w trzech meczach: z Gwineą (0:1), z Burkina Faso (1:2) i z Kamerunem (1:2). W kadrze narodowej od 1995 do 1998 roku rozegrał 13 spotkań i zdobył 1 bramkę.